# 井田三舞町
井田三舞町（いださんまいちょう）は、神奈川県川崎市中原区の地名。丁目のない単独行政地名。住居表示実施済区域。

## 地理
北東を木月大町、南東を木月祇園町、南を井田中ノ町、西を井田杉山町、北西を下小田中3丁目と接する。

### 地価
住宅地の地価は、2024年（令和6年）1月1日の公示地価によれば、井田三舞町12-6の地点で40万4000円/m²となっている。

## 歴史

### 町域の新旧対照
耕地整理実施前の字は以下の通りとなっている。
| 現町丁     | 耕地整理実施前の字                       |
| ---------- | ---------------------------------------- |
| 井田三舞町 | 井田字三舞の全域、字上沼、字下沼の各一部 |

### 沿革
1940年（昭和15年）8月に耕地整理により井田の平野部が井田中ノ町、井田杉山町とともに分立した。1996年（平成8年）11月18日に、住居表示を実施。

## 世帯数と人口
2025年（令和7年）6月30日現在（川崎市発表）の世帯数と人口は以下の通りである。
| 町丁       | 世帯数    | 人口    |
| ---------- | --------- | ------- |
| 井田三舞町 | 1,886世帯 | 3,862人 |

### 人口の変遷
国勢調査による人口の推移。
| 年                 | 人口  |
| ------------------ | ----- |
| 1995年（平成7年）  | 2,690 |
| 2000年（平成12年） | 2,383 |
| 2005年（平成17年） | 2,638 |
| 2010年（平成22年） | 2,760 |
| 2015年（平成27年） | 3,734 |
| 2020年（令和2年）  | 3,736 |

### 世帯数の変遷
国勢調査による世帯数の推移。
| 年                 | 世帯数 |
| ------------------ | ------ |
| 1995年（平成7年）  | 1,155  |
| 2000年（平成12年） | 1,086  |
| 2005年（平成17年） | 1,207  |
| 2010年（平成22年） | 1,255  |
| 2015年（平成27年） | 1,581  |
| 2020年（令和2年）  | 1,617  |

## 学区
市立小・中学校に通う場合、学区は以下の通りとなる（2022年3月時点）。
| 番・番地等 | 小学校                 | 中学校             |
| ---------- | ---------------------- | ------------------ |
| 全域       | 川崎市立下小田中小学校 | 川崎市立井田中学校 |

## 事業所
2021年（令和3年）現在の経済センサス調査による事業所数と従業員数は以下の通りである。
| 町丁       | 事業所数 | 従業員数 |
| ---------- | -------- | -------- |
| 井田三舞町 | 38事業所 | 305人    |

### 事業者数の変遷
経済センサスによる事業所数の推移。
| 年                 | 事業者数 |
| ------------------ | -------- |
| 2016年（平成28年） | 28       |
| 2021年（令和3年）  | 38       |

### 従業員数の変遷
経済センサスによる従業員数の推移。
| 年                 | 従業員数 |
| ------------------ | -------- |
| 2016年（平成28年） | 219      |
| 2021年（令和3年）  | 305      |

## 交通

### 道路
現在は井田三舞町10番先が苅宿小田中線(Ⅱ)の起点となっているが苅宿小田中線(Ⅰ)と一体で都市計画道路苅宿小田中線となる予定である。

### 路線バス
井田杉山町との境界を川崎鶴見臨港バスが原62系統（新川崎交通広場・元住吉⇔中原駅前）を運行しているが、1日3往復のみの運行となっている。

## その他

### 日本郵便
- 郵便番号 : 211-0037[4]（集配局 : 中原郵便局[19]）

### 警察
町内の警察の管轄区域は以下の通りである。
| 番・番地等 | 警察署     | 交番・駐在所 |
| ---------- | ---------- | ------------ |
| 全域       | 中原警察署 | 井田交番     |